# Тичинето
Тичинето (итал. Ticineto) је насеље у Италији у округу Алесандрија, региону Пијемонт.
Према процени из 2011. у насељу је живело 1343 становника. Насеље се налази на надморској висини од 102 м.

## Становништво
Према резултатима пописа становништва 2011. у општини је живело 1.424 становника.
| 1931. | 1936. | 1951. | 1961. | 1971. | 1981. | 1991. | 2001. | 2011. |
| ----- | ----- | ----- | ----- | ----- | ----- | ----- | ----- | ----- |
| 1.673 | 1.647 | 1.620 | 1.608 | 1.481 | 1.418 | 1.357 | 1.384 | 1.424 |